# ユーロスター
ユーロスター（英: Eurostar）は、イギリス・フランス・ベルギー・オランダ・ドイツを結ぶ国際列車ブランドである。
同ブランドは英仏海峡トンネルを通ってイギリスと大陸ヨーロッパを結ぶ（旧）ユーロスターと、および大陸ヨーロッパの4カ国で運行されていたタリスを統合して誕生したユーロスター・グループにより運行されており、最高速度300km/h の高速鉄道となっている。

## 概要
列車は英仏海峡（ドーバー海峡）を横断し、イギリス、フランス、ベルギー各国内の高速路線を使用する。ユーロトンネルの開通と同年、1994年11月14日に開業した。
イギリス側の始発駅は現在、ロンドンのセント・パンクラス駅である。当初イギリス国内は在来線を走行し始発着駅にウォータールー駅（ウォータールー国際駅）を使用していた。この在来線区間は第三軌条方式が採用されており、速度に劣るうえに、トンネル内で集電装置の切り替えが発生していた。しかしながら2007年11月、イギリス国内の高速新線HS1（ハイスピード1、CTRL）が開業したことによってそれらの事情は解消、ロンドンと大陸の所要時間は数十分程度短縮された。
2019年からタリスとユーロスターの両運行会社の統合が模索された。新型コロナの流行により延期されていたが、2022年3月には欧州委員会の承認を得て、4月にユーロスターとタリスのそれぞれの運行会社（ユーロスター・インターナショナルとTHIファクトリー）は事業所を残しつつ、ブリュッセルを拠点とする新持株会社「ユーロスター・グループ」の元に統合された。2023年10月1日に、2つのブランド名をユーロスターに統合した。

## 路線
- ロンドン〜アシュフォード 〜 リール 〜 ブリュッセル：（最速1時間51分）
- ロンドン〜アシュフォード〜カレー〜リール〜パリ（北駅）：（最速2時間15分）
- ロンドン〜アシュフォード〜マルヌ・ラ・ヴァレ（ディズニーランド・パリ）：（2時間33分;1日1往復）
- ロンドン〜アシュフォード〜ムーチェ〜（エイム・ラ・プラーニュ）ブール・サン・モーリス：（冬季のみ。一部夜行）
- ロンドン〜アシュフォード〜アヴィニョン：（夏季のみ。5時間40分;1日1往復）
  - 列車により停車駅のパターンが異なる。
  - パリ発着一部列車のみカレーに停車。
  - エイム・ラ・プラーニュへはロンドン発のみ停車
  - CTRL全線開通後、ロンドン〜パリは最速2時間15分、ロンドン〜ブリュッセルは最速1時間51分で結ばれた。また、1時間に最高8往復の運用が可能となる（現在[いつ?]は1時間に最高4往復）。

## 車両
ユーロスターの車両は、3カ国を直通運転するためのさまざまな工夫がされている。例えば電源は各国の高速新線用とイギリスの在来線区間用に加えてベルギー在来線用も備えた3電源対応で、さらに一部車両はフランス在来線用にも対応している。

### 373形
1994年の開業時に投入された車両はフランスの高速鉄道車両であるTGVをベースとしたもので、イギリス国鉄のTOPSにより373形の形式が付与されている。フランス、イギリス、ベルギーの3カ国で共同開発された。
3000番台は英国、3100番台はベルギー、3200番台はフランスが所有する。3200番台のうち4編成はTGVとしてパリ〜リール間の短距離区間で使用されている。また3300番台の7編成は、将来のイングランド北部・スコットランド方面への乗り入れに備えて2005年12月まで英国のGNERがリース契約で借り受け、車色をGNERのコーポレートカラーであるダークブラウンに変更し、ロンドンのキングス・クロス〜リーズ/ヨーク間を実験的に営業運転を行っていた。しかし、航空機との競争等による採算性の問題から延伸は中止となり、現在はロンドン、ストラトフォードにあるテンプル・ミルズ車両基地にて一時的に保管されている。また、増結用寝台車として製造されたナイトスター（英: Nightstar）は結局のところ一度も営業運転で使われることはなく、カナダのVIA鉄道に売却された。
- 3種類の電源対応（フランス所属の一部編成のみ4電源対応）
  - 交流25000 V, 50 Hz（各国高速新線用）
  - 直流3000 V（ベルギー国内在来線用）
  - 直流1500 V（フランス国内在来線用：一部編成のみ）
  - 直流750 V（イギリス国内在来線用：第三軌条方式）
- 3カ国の信号システム対応
- 海底トンネル対策
- 基本編成：20両（動力車2両＋客車18両）但し3300番台は16両（動力車2両＋客車14両）
  - 連接台車を採用しているが、動力車と客車の間、編成中央の客車の間は非連接式であり、連結器を解結すれば容易に4分割できる。これは海底トンネル内で火災などの事故が発生した際に損傷した車両を切り離して脱出するため（トンネルは信号回路も含めて並列単線方式のため、双方向に走ることができる）。
- 車両高：3410 mm
- 車両幅：2810 mm（イギリスの車両限界に合わせて小さい）
- 軌道：標準軌（1435 mm）

### 374形
2010年10月7日に、ユーロスターの次世代車両としてドイツ・シーメンス社の「ヴェラロ」が、競争入札の結果、導入されることが発表された。TOPSによる車両形式は374形で、愛称は「Eurostar e320」となる。これに対しフランスは、ユーロスター・インターナショナル社の最大株主（55％保有）がフランス国鉄であることや、これまで自国のアルストム社の車両を導入してきたことから不快感を示している。

## 輸送実績

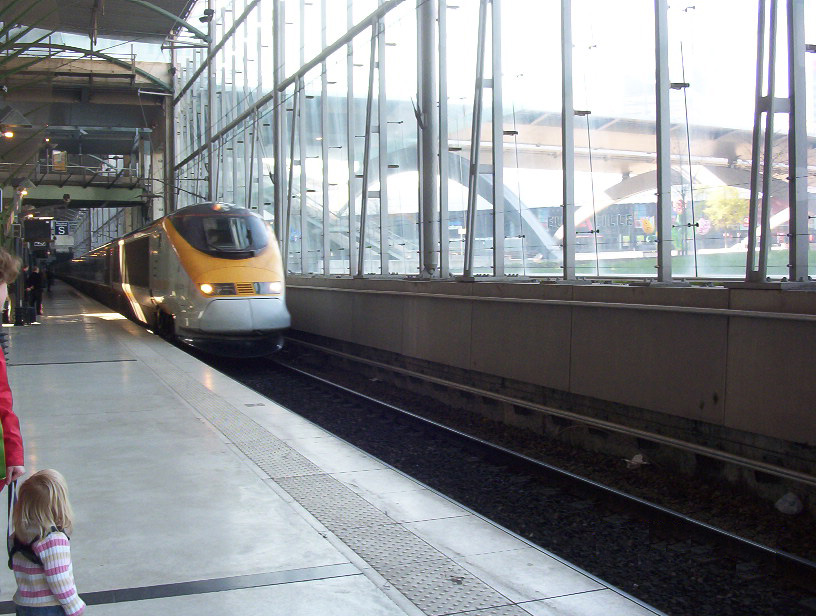
リール・ユーロップ駅のユーロスター

ユーロスター(ロンドン-パリ間)の市場シェアと定時運行率

ユーロスターの定時運行率は年によって変動するが2007年は91.5%であった。1994年の運行開始以来、航空輸送からのシェアを徐々に獲得し優位な立場に立っている。2007年はロンドン・パリ間で71%、ロンドン・ブリュッセル間では65%と運行開始以来もっとも高いシェアを獲得している。
しかしながら、1996年にロンドン・アンド・コンティネンタル・レイルウェイズが予測した2004年までの旅客数2,140万人には遠く及ばず、2004年実績では730万人にとどまっており、2010年までに年間1,000万人という旅客数目標を掲げていた。
2010年の旅客数は950万人と目標には僅かに及ばなかったものの旅客数は年々着実に増加しており、2012年には旅客数が990万人となり大台の1000万人が目前に迫り、2013年にはついに達した。
1995年以降の推定旅客数の推移（単位 百万人）：

## 歴史
- 1994年11月14日[2] - ロンドン〜パリ、ロンドン〜ブリュッセル間が開業
- 1996年1月8日 - アシュフォード駅開業
- 1996年6月29日 - ロンドン〜ディズニーランド・パリ間が運行開始
- 1997年12月14日 - ベルギーの高速新線 (HSL 1) が開業。ロンドン〜ブリュッセル間が2時間40分に
- 2002年7月20日 - アヴィニョンへの運行開始
- 2003年9月28日 - イギリスの高速新線 (CTRL) が部分開業し、ロンドン〜パリ間が2時間35分、ロンドン〜ブリュッセル間が2時間20分に
- 2007年11月 - 車両基地がノース・ポール国際車両基地からテンプル・ミルズ車両基地に
- 2007年11月14日 - CTRLの全線開業に伴い、ロンドンのターミナル駅がウォータールー駅からセント・パンクラス駅に変更、ロンドン〜パリ間が2時間15分、ロンドン〜ブリュッセル間が1時間51分に短縮された[2][注 1]。
- 2007年11月19日 - エブスフリート国際駅が開業。
- 2008年9月11日 - 海底トンネル内の火災により数日間運休、そののち臨時ダイヤ(トンネル区間は火災に遭わなかった1本を使った単線運転)で運行を再開
- 2009年12月13日 - ストラトフォード国際駅が開業
- 2009年12月18日 - 英仏海峡トンネル内で合計5本の列車が立ち往生するトラブルが発生。
- 2015年1月17日 - 英仏海峡トンネル内で煙が感知され、全列車が運行を停止。
- 2023年12月30日 - 英仏海峡トンネル内が冠水したため、全列車が運行を停止[23]。

## 停車駅
イギリス
- セント・パンクラス駅（ロンドン）
- エブスフリート国際駅（エブスフリート）
- アシュフォード国際駅（アシュフォード）

フランス
- カレー・フレタン駅（カレー）
- リール・ウロップ駅[注 2]（リール）
- パリ北駅（パリ）

ベルギー
- ブリュッセル南駅（ブリュッセル）
- アントワープ中央駅（アントワープ）

オランダ
- ロッテルダム中央駅（ロッテルダム）
- アムステルダム中央駅（アムステルダム）